# John van den Brom
Joseph Anthonius van den Brom (Amersfoort, Países Bajos; 4 de octubre de 1966) es un exfutbolista profesional y entrenador neerlandés. Actualmente dirige al Vitesse.

## Como jugador

### Carrera
Van den Brom empezó su carrera en los aficionados del APWC de Amersfoort antes de firmar como futbolista profesional para el Vitesse en 1986. Después de siete temporadas con Vitesse, en las que jugó 225 partidos y marcó 80 goles, se marcha al gigante holandés, Ajax, donde jugó dos temporadas antes de emigrar al extranjero con el equipo turco Istanbulspor. Regresó al Vitesse después de una temporada en Turquía, y compitió para el equipo otras cinco temporadas antes de firmar para el De Graafschap en su última temporada, se retiró como jugador profesional en 2003.

### Carrera internacional
Van den Brom jugó dos partidos con el equipo nacional holandés. Jugó en la victoria 8-0 ante Malta y en el triunfo 6-0 contra San Marino. Marcó un gol.

## Como entrenador
Después de su carrera de jugar, se convirtió en director de ojeadores del De Graafschap y entrenador principal del equipo amateur Bennekom, antes de convertirse en entrenador del segundo equipo en Ajax, el 29 de abril de 2004. De 2007 a 2010 fue entrenador principal del modesto equipo de la Eerste Divisie, AGOVV Apeldoorn, equipo con el que consiguió resultados impresionantes. Ganando un sitio en el play off de promoción en su última temporada en el cargo. En mayo de 2010 fue presentado como entrenador principal del equipo de la Eredivisie, ADO La Haya, con quien se clasificó en la temporada 2011-12 para la Europa League. En junio de 2011, van den Brom fue nombrado nuevo entrenador principal de su antiguo club como futbolista, el Vitesse. Otra vez, consiguió clasificar a un equipo a la Europa League.
Firmó como nuevo entrenador del Anderlecht el 29 de mayo de 2012, del que fue despedido el 10 de marzo de 2014.
El 27 de septiembre de 2014, se anunció que van den Brom había firmado con el AZ para sustituir a Marco van Basten como técnico. Después de dirigir el AZ durante cinco años, pasó a hacerse cargo del FC Utrecht a partir de la temporada 2019-20.
En noviembre de 2020, van den Brom fue anunciado como el nuevo entrenador del Genk después de la partida de Jess Thorup. Fue despedido por el club el 6 de diciembre de 2021.
El 31 de marzo de 2022, Brom fue anunciado como entrenador del Al-Taawoun de la Liga Profesional Saudí. El 7 de mayo de 2022, fue despedido después de siete encuentros cuando el club saudí había caído al 14° lugar.
El 19 de junio de 2022, fue anunciado como entrenador de los campeones defensores de Polonia Lech Poznań, reemplazando a Maciej Skorża, quien dejó el equipo por motivos personales.El 17 de diciembre de 2023, fue despedido de su cargo luego de una serie de malos resultados.
En mayo de 2024 inició su segundo ciclo como técnico en el Vitesse y firmó un contrato hasta junio de 2025.

## Clubes

### Como jugador
| Club          | País         | Año       |
| ------------- | ------------ | --------- |
| Vitesse       | Países Bajos | 1986-1993 |
| Ajax          | Países Bajos | 1993-1995 |
| Istanbulspor  | Turquía      | 1995-1996 |
| Vitesse       | Países Bajos | 1996-2001 |
| De Graafschap | Países Bajos | 2002-2003 |

### Como entrenador
| Club         | País           | Año           |
| ------------ | -------------- | ------------- |
| VV Bennekom  | Países Bajos   | 2003-2004     |
| Jong Ajax    | Países Bajos   | 2004-2007     |
| AGOVV        | Países Bajos   | 2007-2010     |
| ADO Den Haag | Países Bajos   | 2010-2011     |
| Vitesse      | Países Bajos   | 2011-2012     |
| Anderlecht   | Bélgica        | 2012-2014     |
| AZ           | Países Bajos   | 2014-2019     |
| FC Utrecht   | Países Bajos   | 2019-2020     |
| Genk         | Bélgica        | 2020-2021     |
| Al-Taawoun   | Arabia Saudita | 2022          |
| Lech Poznań  | Polonia        | 2022-2023     |
| Vitesse      | Países Bajos   | 2024-presente |

## Estadísticas

### Como jugador
| Temporada | Club          | País         | Liga           | Partidos | Goles |
| --------- | ------------- | ------------ | -------------- | -------- | ----- |
| 1986–87   | Vitesse       | Países Bajos | Eerste Divisie | 36       | 17    |
| 1987–88   | Vitesse       | Países Bajos | Eerste Divisie | 25       | 10    |
| 1988–89   | Vitesse       | Países Bajos | Eerste Divisie | 36       | 6     |
| 1989–90   | Vitesse       | Países Bajos | Eredivisie     | 33       | 14    |
| 1990–91   | Vitesse       | Países Bajos | Eredivisie     | 33       | 8     |
| 1991–92   | Vitesse       | Países Bajos | Eredivisie     | 32       | 10    |
| 1992–93   | Vitesse       | Países Bajos | Eredivisie     | 30       | 15    |
| 1993–94   | Ajax          | Países Bajos | Eredivisie     | 27       | 2     |
| 1994–95   | Ajax          | Países Bajos | Eredivisie     | 17       | 5     |
| 1995–96   | Istanbulspor  | Turquía      | Süper Lig      | 22       | 3     |
| 1996–97   | Vitesse       | Países Bajos | Eredivisie     | 28       | 5     |
| 1997–98   | Vitesse       | Países Bajos | Eredivisie     | 15       | 1     |
| 1998–99   | Vitesse       | Países Bajos | Eredivisie     | 26       | 1     |
| 1999–00   | Vitesse       | Países Bajos | Eredivisie     | 24       | 6     |
| 2000–01   | Vitesse       | Países Bajos | Eredivisie     | 6        | 0     |
| 2000–01   | De Graafschap | Países Bajos | Eredivisie     | 16       | 2     |
| 2001–02   | De Graafschap | Países Bajos | Eredivisie     | 23       | 2     |
| 2002–03   | De Graafschap | Países Bajos | Eredivisie     | 3        | 0     |
| Total     | 432           | 107          |                |          |       |

## Palmarés

### Como jugador

#### Campeonatos nacionales
| Título                        | Club    | País         | Año     |
| ----------------------------- | ------- | ------------ | ------- |
| Eerste Divisie                | Vitesse | Países Bajos | 1988-89 |
| Supercopa de los Países Bajos | Ajax    | Países Bajos | 1993    |
| Eredivisie                    | Ajax    | Países Bajos | 1993-94 |
| Supercopa de los Países Bajos | Ajax    | Países Bajos | 1994    |
| Eredivisie                    | Ajax    | Países Bajos | 1994-95 |

#### Campeonatos internacionales
| Título                | Club | País         | Año     |
| --------------------- | ---- | ------------ | ------- |
| UEFA Champions League | Ajax | Países Bajos | 1994-95 |

### Como entrenador

#### Campeonatos nacionales
| Título               | Club       | País    | Año     |
| -------------------- | ---------- | ------- | ------- |
| Supercopa de Bélgica | Anderlecht | Bélgica | 2012    |
| Pro League           | Anderlecht | Bélgica | 2012-13 |
| Supercopa de Bélgica | Anderlecht | Bélgica | 2013    |
| Copa de Bélgica      | Genk       | Bélgica | 2020-21 |